# المتحف الحربي المصري
المتحف الحربي في مصر أنشئ عام 1937 بمبنى وزارة الدفاع القديم بشارع الفلكي في القاهرة. انتقل إلى مبنى مؤقت بجاردن سيتي عام 1938 ومن تم انتقل وافتتح رسمياً بقصر الحرم بالقلعة في نوفمبر 1949، أعيد تجديده وافتتاحه في 26/7/1982، تم تطويره بالاشتراك مع هيئة الآثار وتم افتتاحه في 26/4/1988 وطُوّر بالاشتراك مع جمهورية كوريا الديمقراطية عام 1990 وافتتحه رئيس مصر السابق محمد حسني مبارك في 29/11/93.

## الموقع
يشغل الضلع البحري الغربي للقلعة بما يسمى بقصور الحرم الثلاث التي يشرف على جبل المقطم والحطابة وباب المدرج (مدخل القلعة) وقد أمر محمد علي باشا بإنشاء هذه القصور في عام 1812 مبتدئاً ببناء القصر الأوسط ثم تلاه القصر الشرقي والغربي وكان يحيط بها سور واحد تم هدمه الآن مما جعل الحديقة تنكشف أمام القصر الأوسط وهذه القصور الثلاثة تكاد تكون متشابهة في تخطيطها.

## الأقسام الرئيسية
- قاعة المجد.
- قاعة الملابس.
- قاعة المدفعية.
- قاعة الأسلحة.
- العصر الفرعوني.
- العصر الإسلامي.
- عصر أسره محمد على باشا.
- قاعات 1948 /1952 /1956 / 1967 .
- قاعة نصر أكتوبر 1973.
- قاعة الشهداء.
- ساحة العرض المكشوف.

## معرض صور

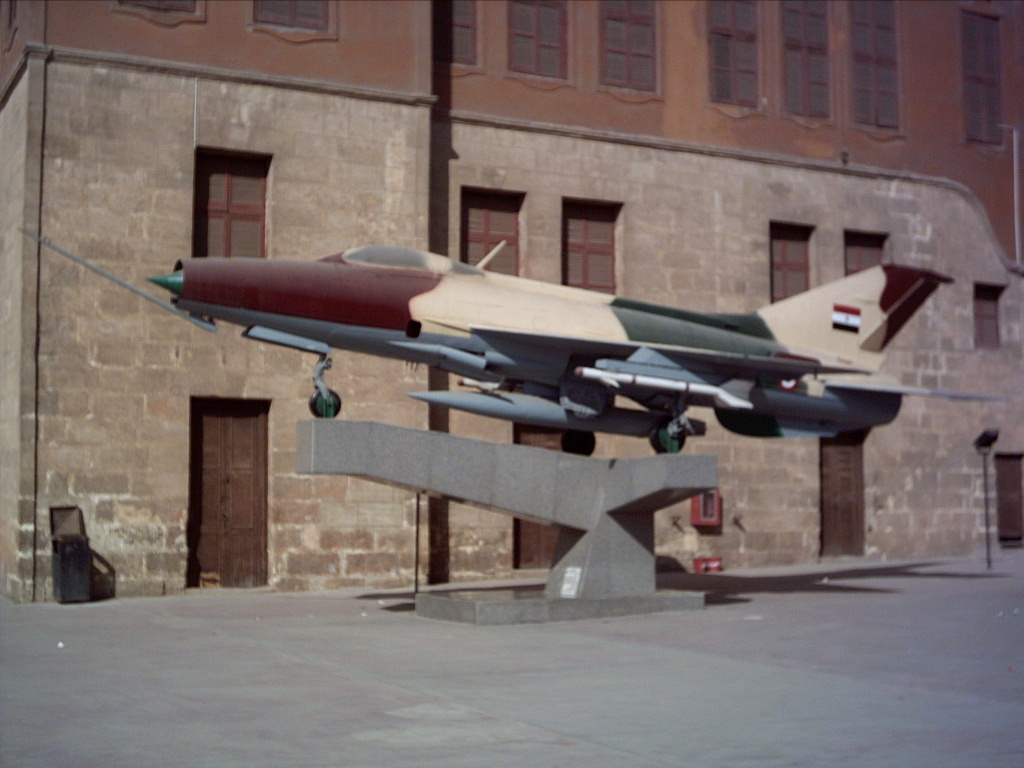
طائرة ميج-21 في ساحة العرض المكشوف بالمتحف الحربي
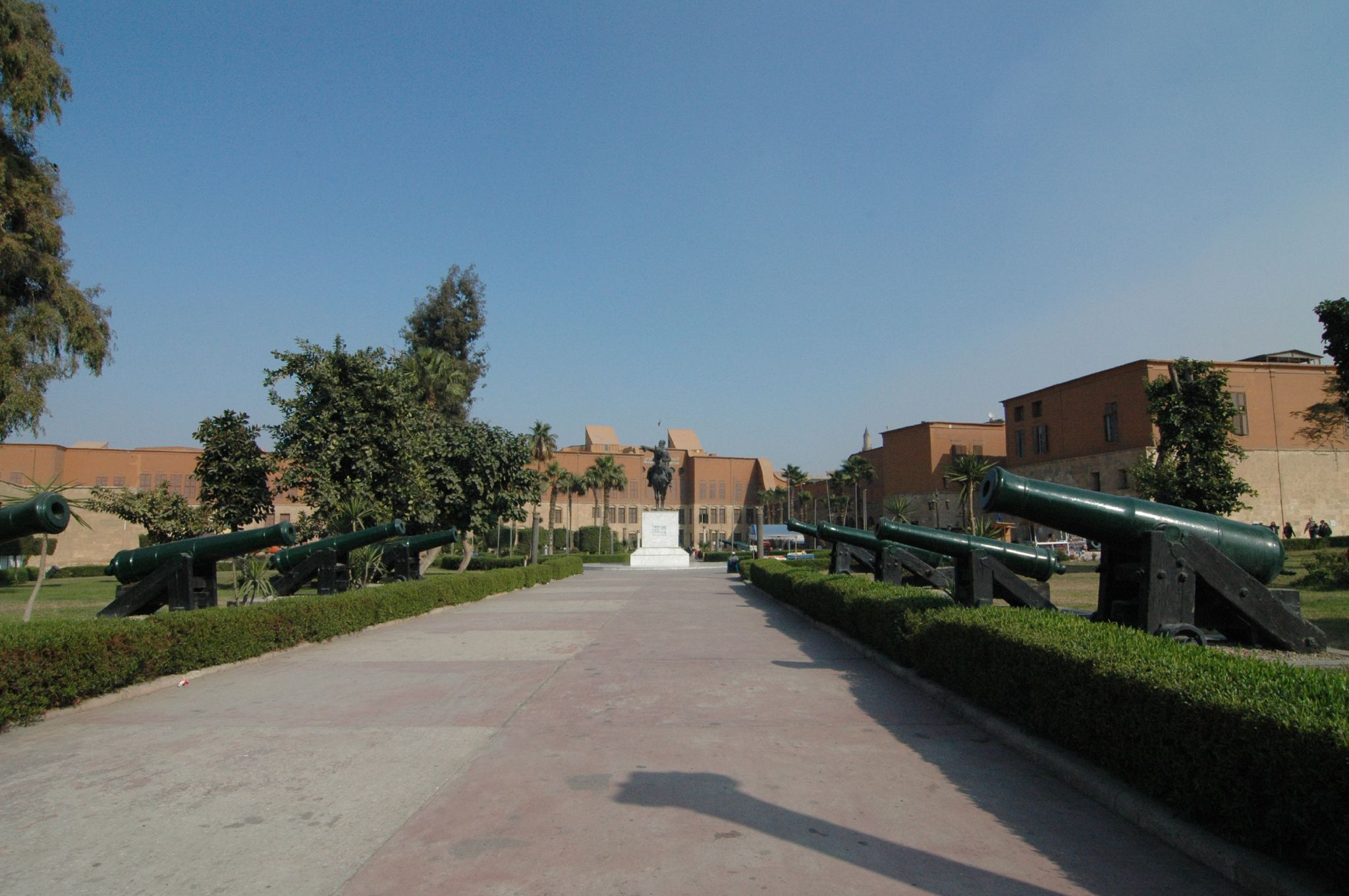
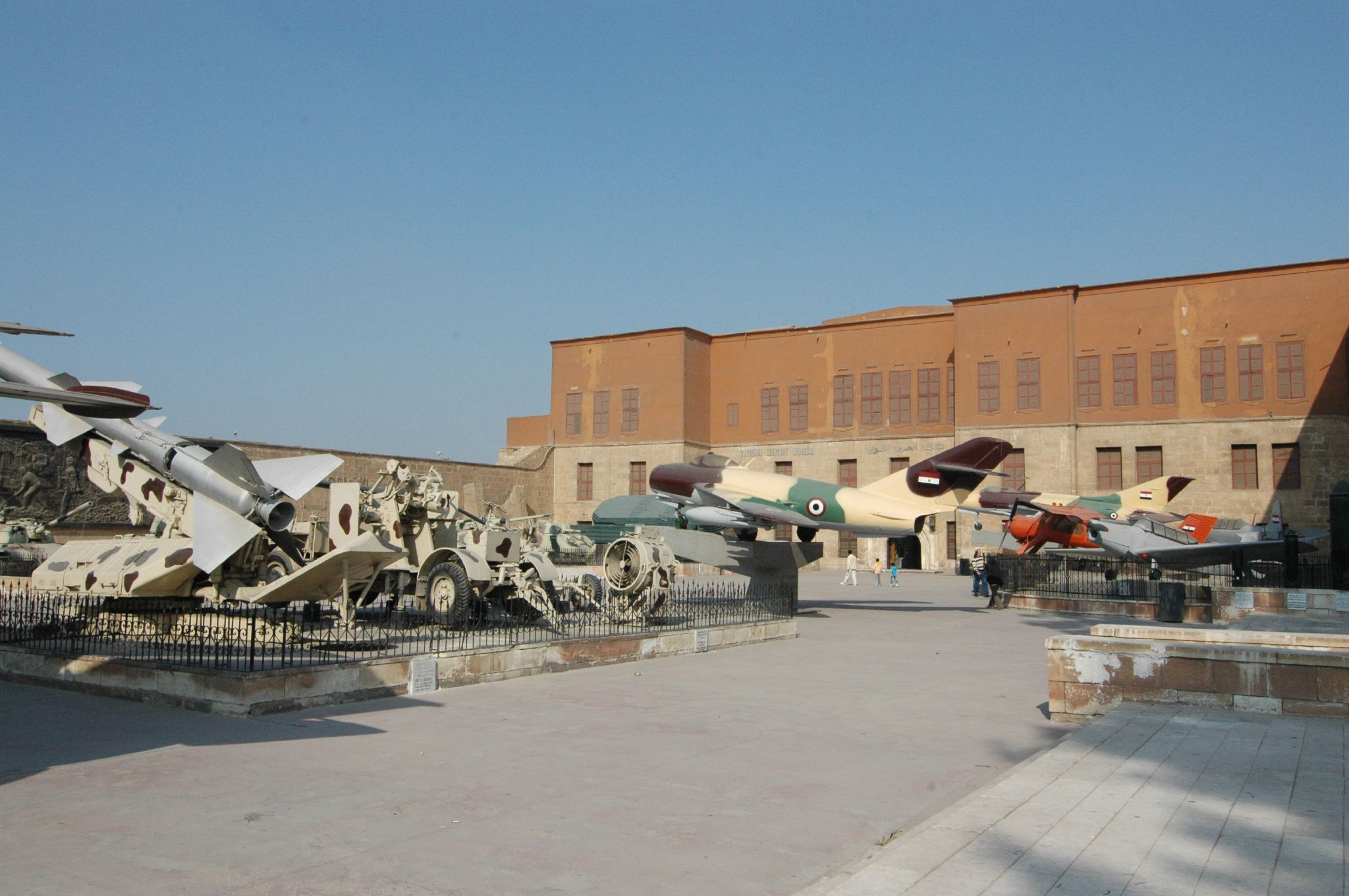
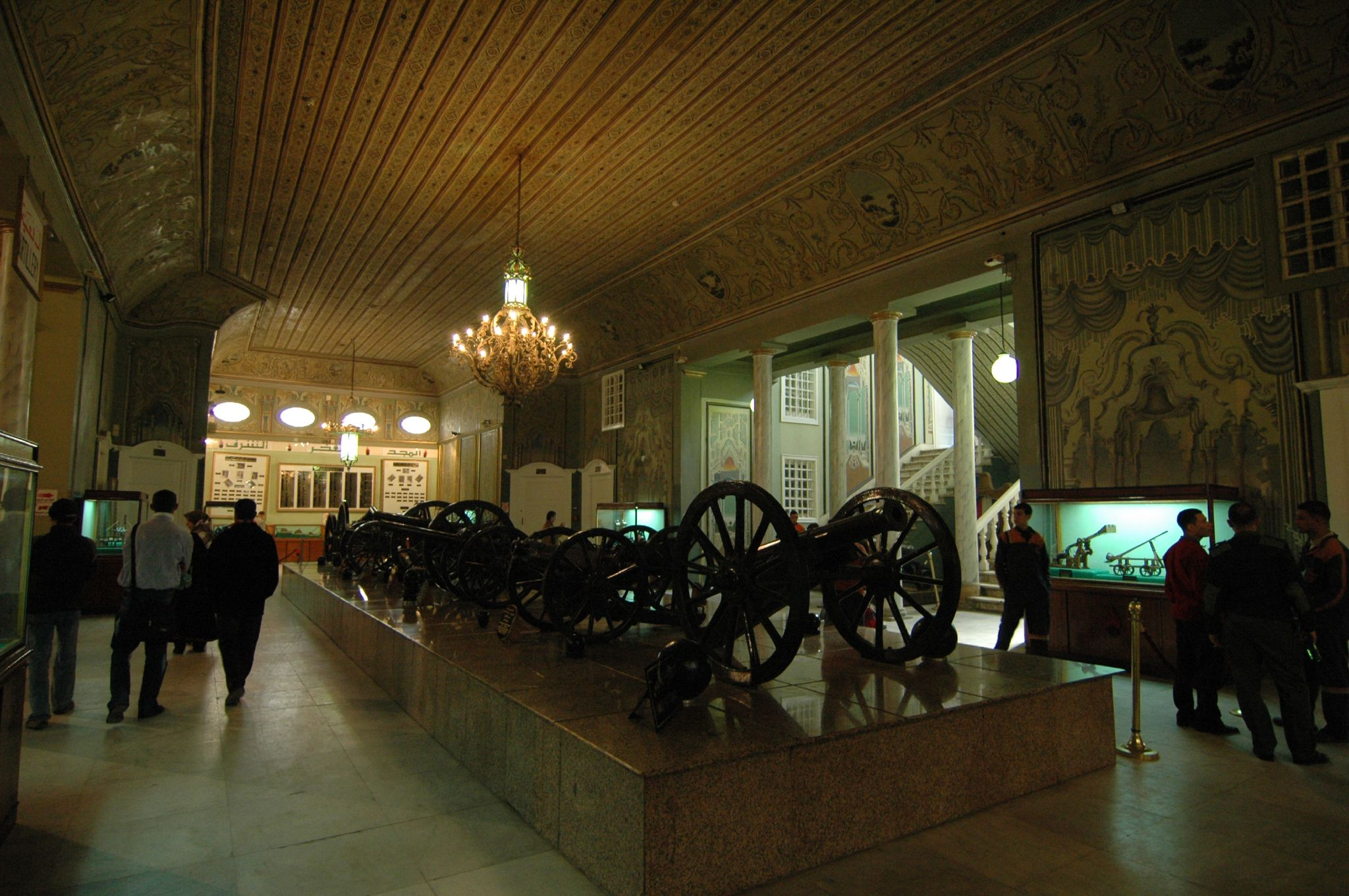
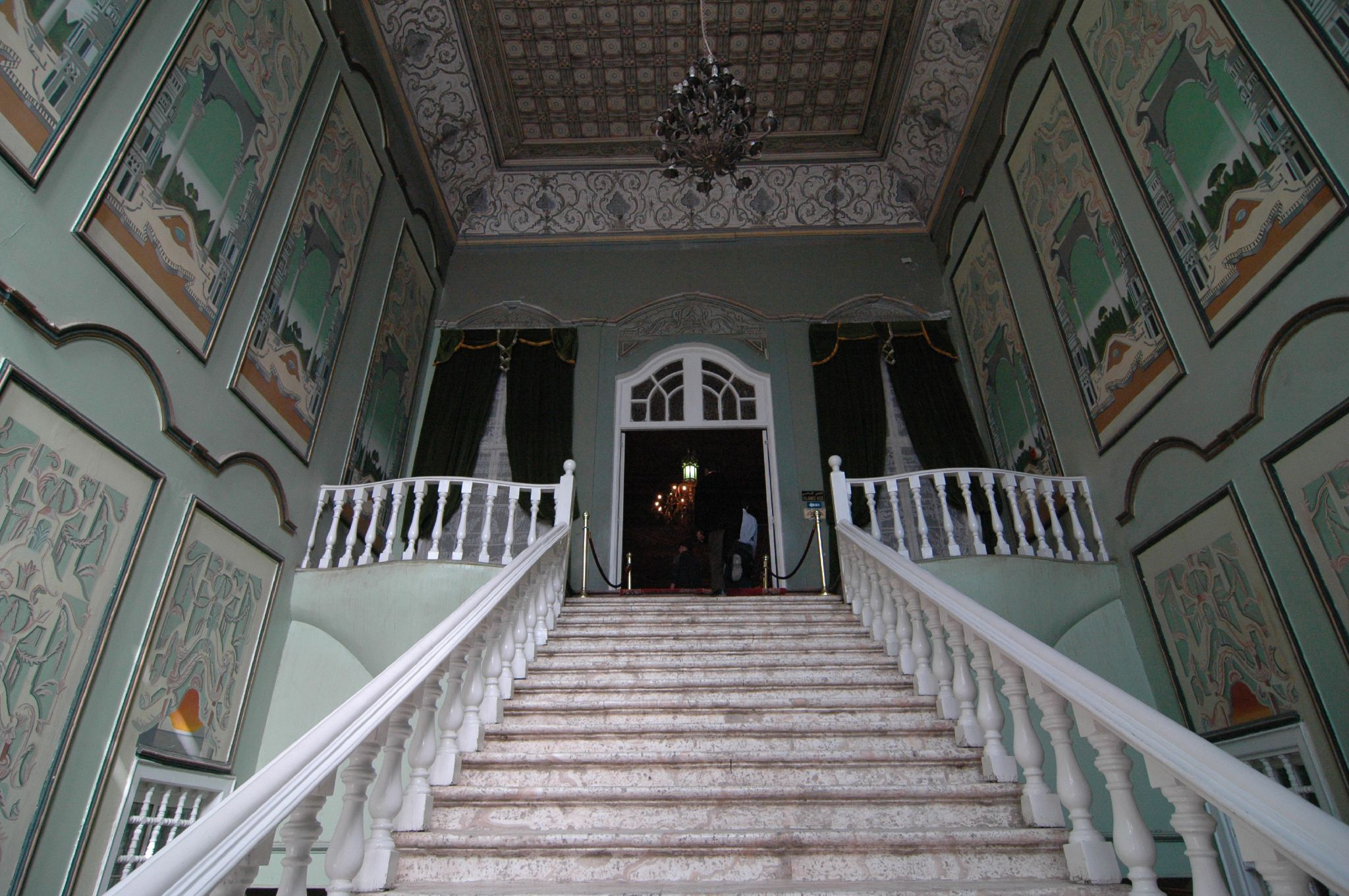
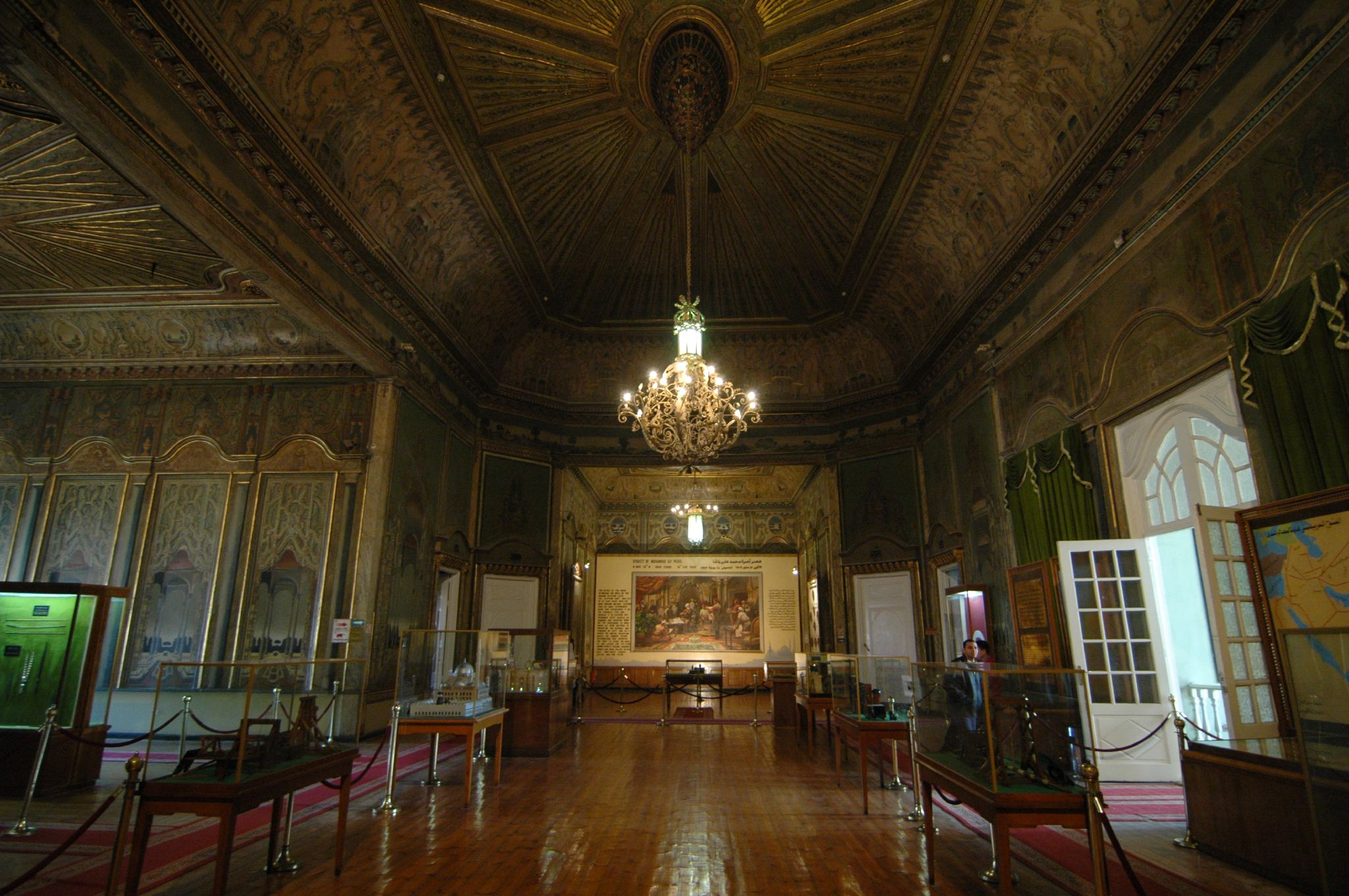
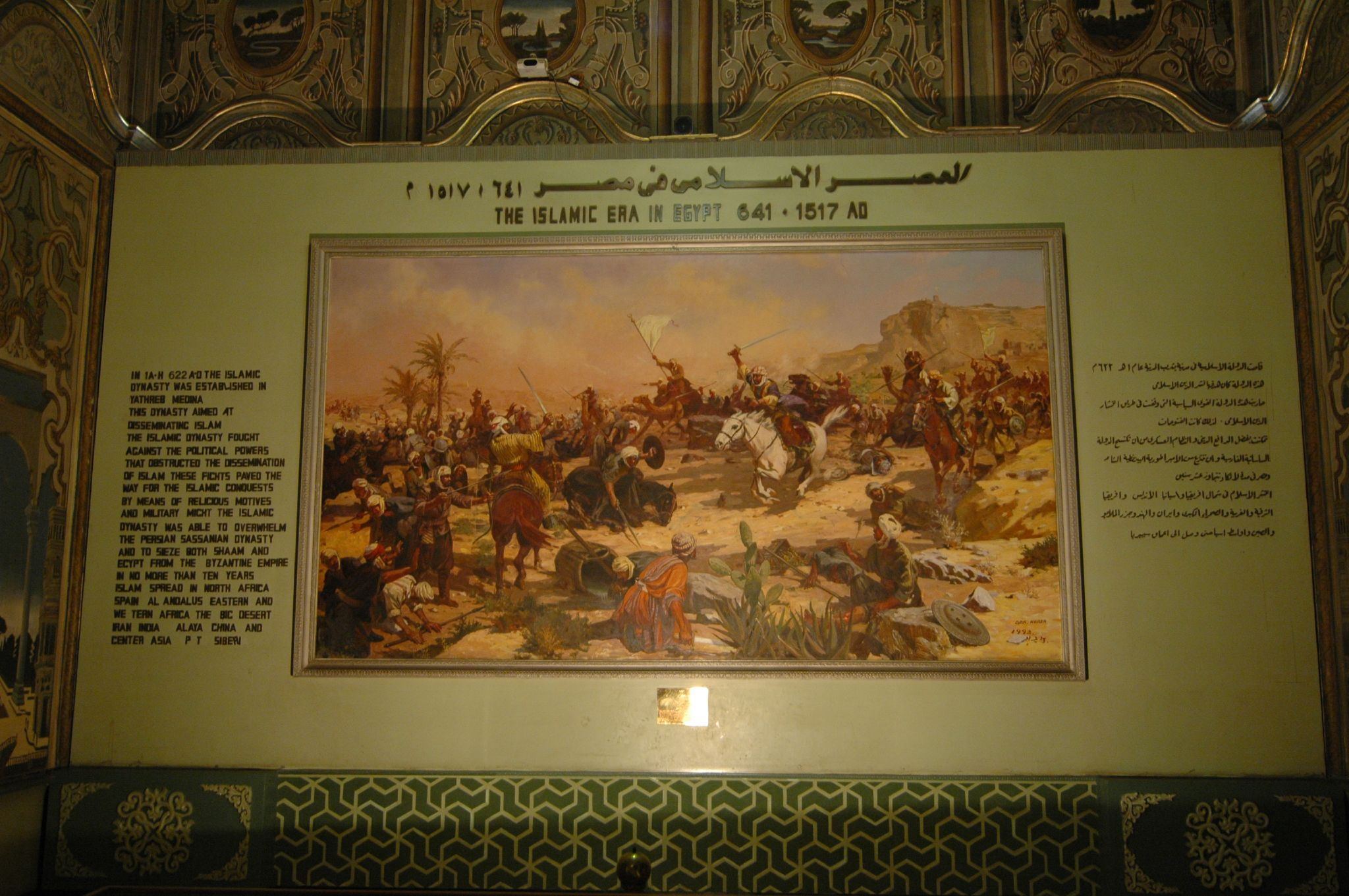
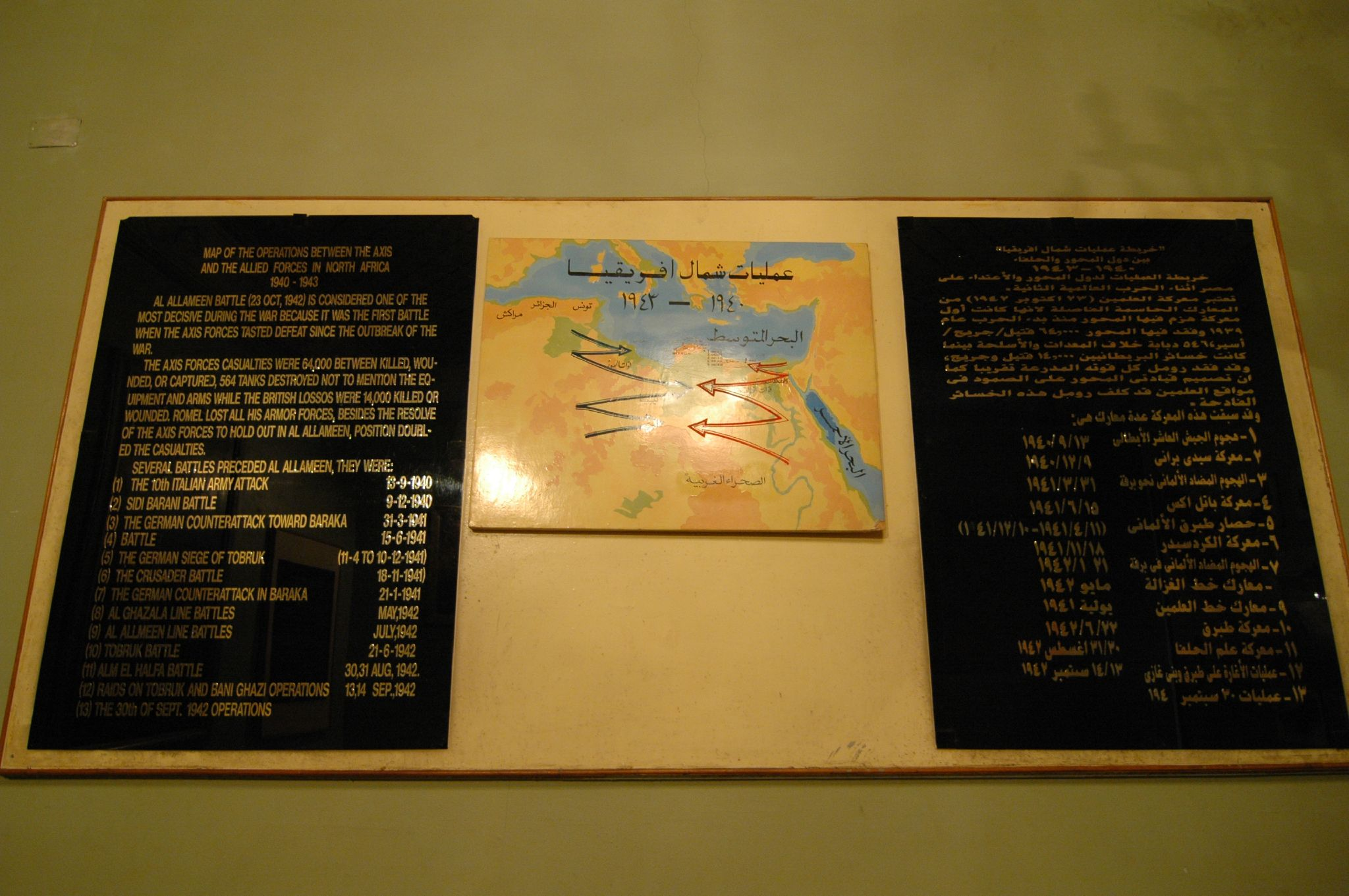
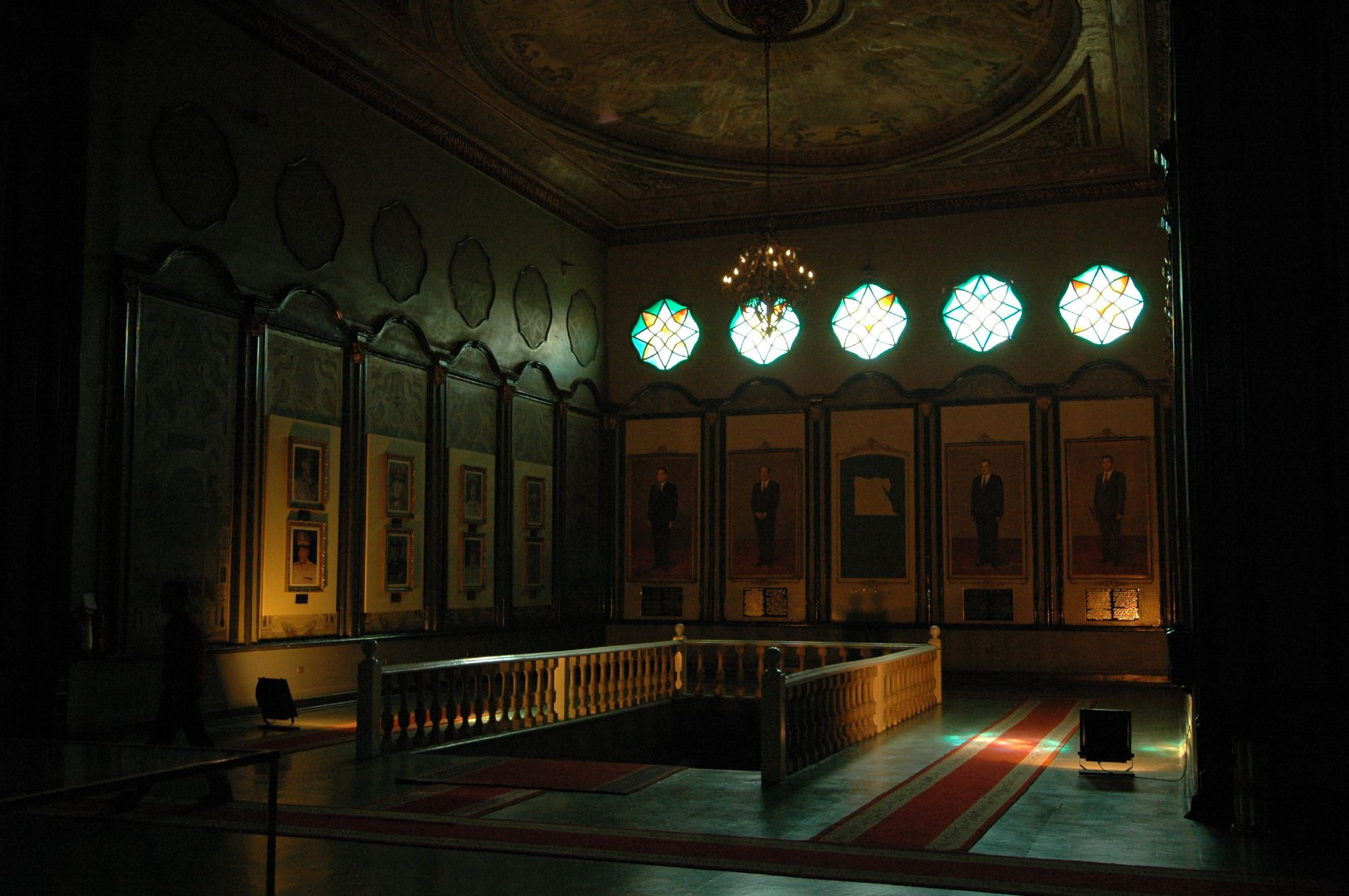
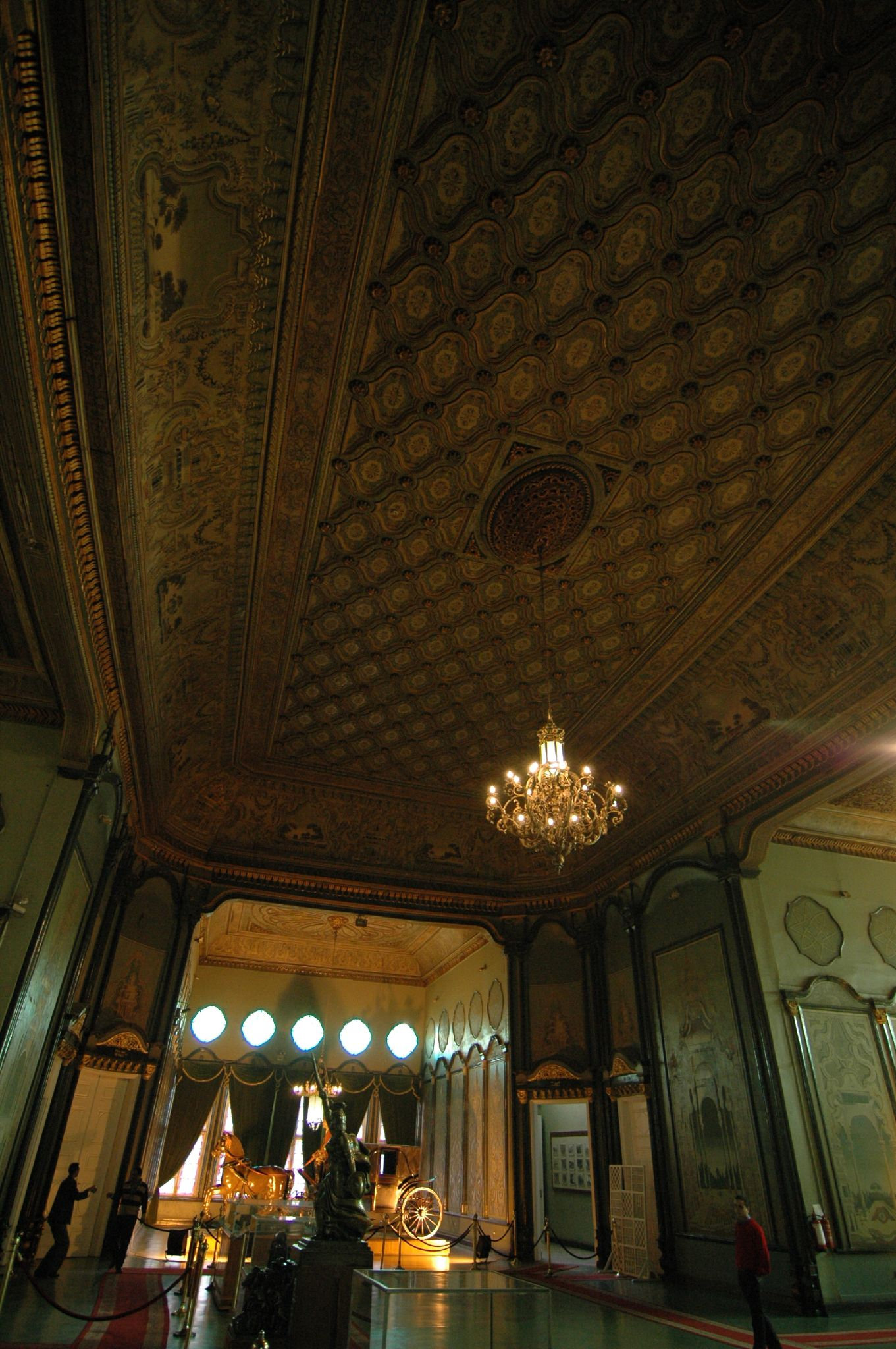
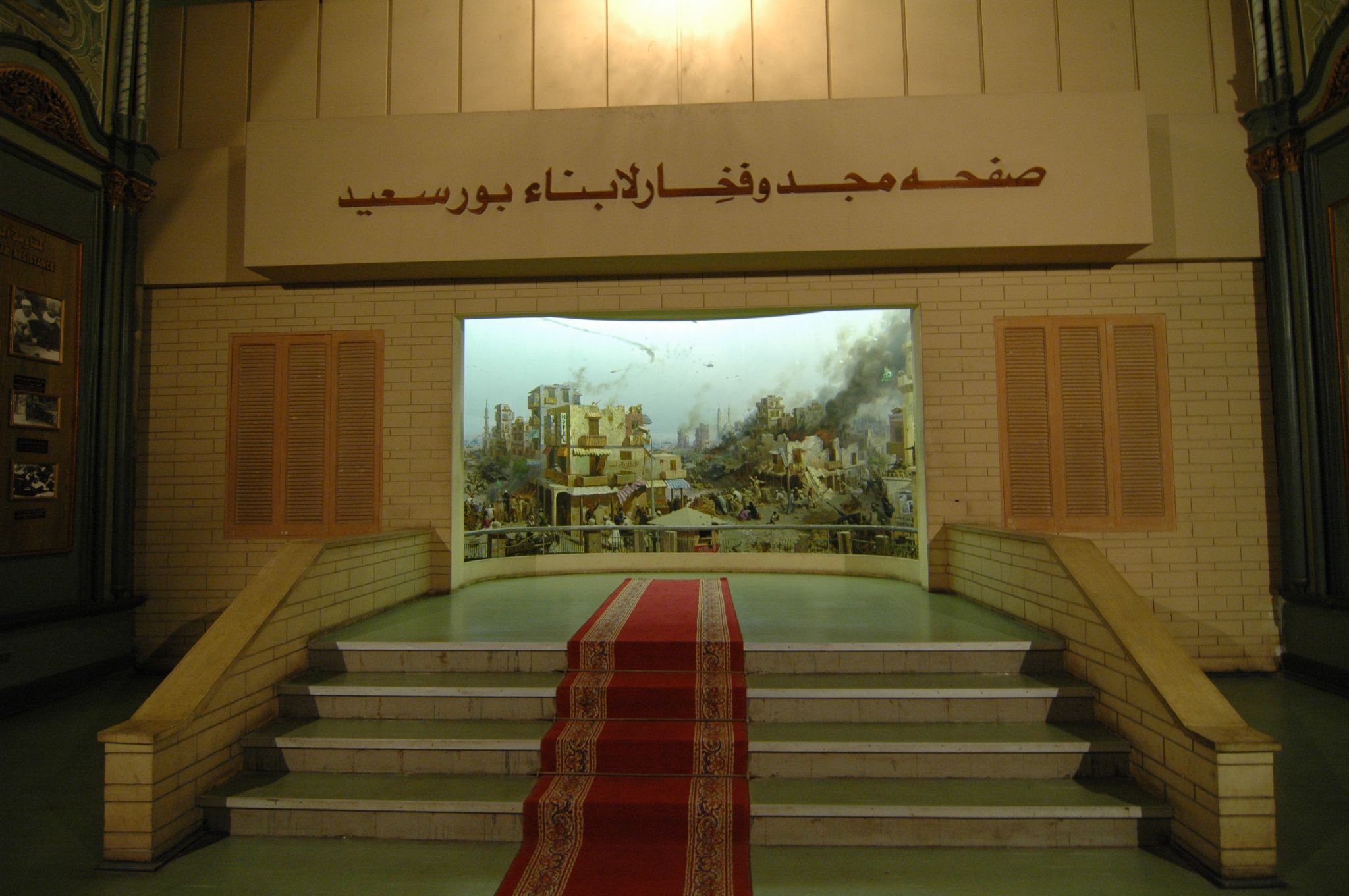
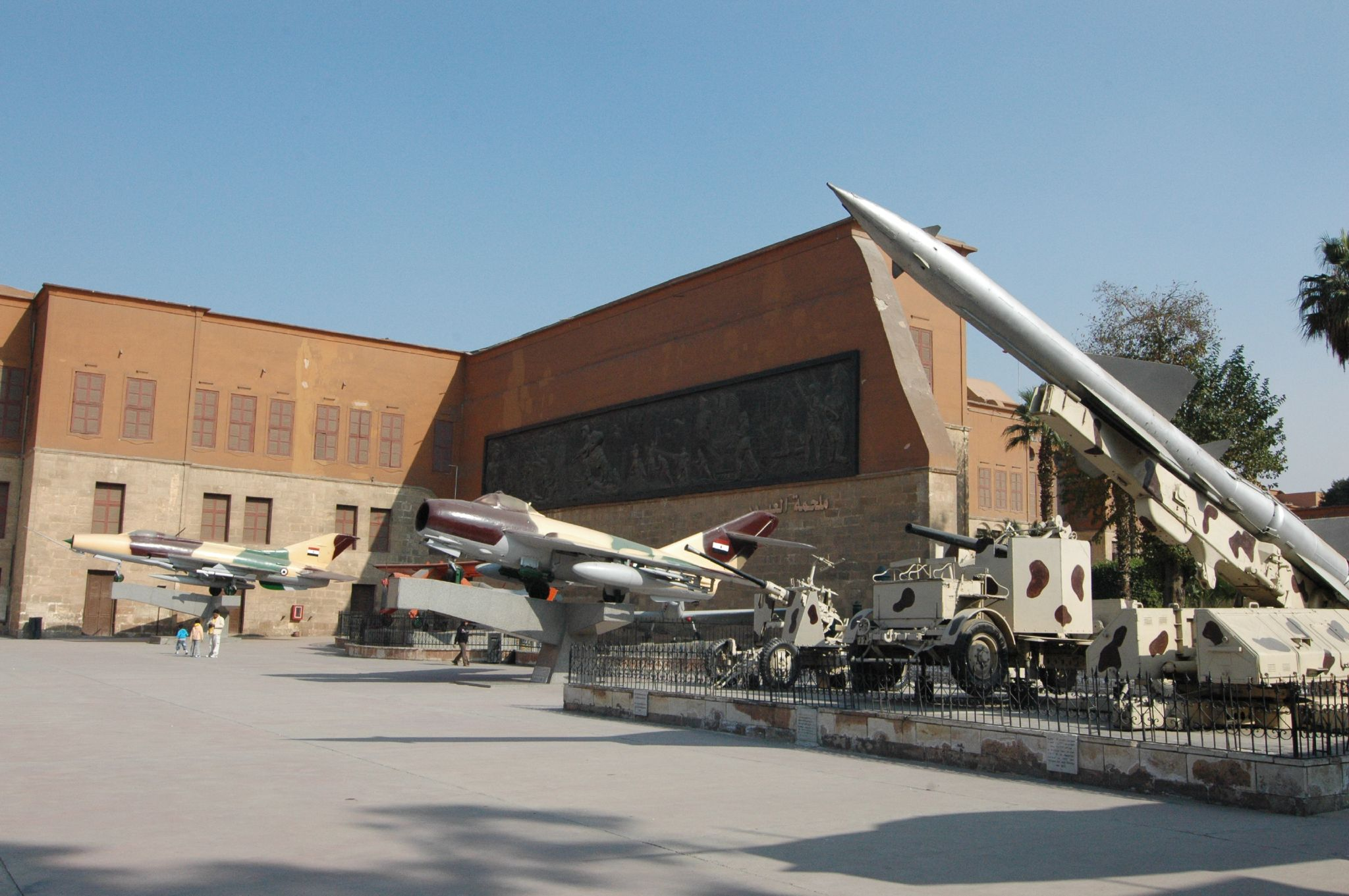
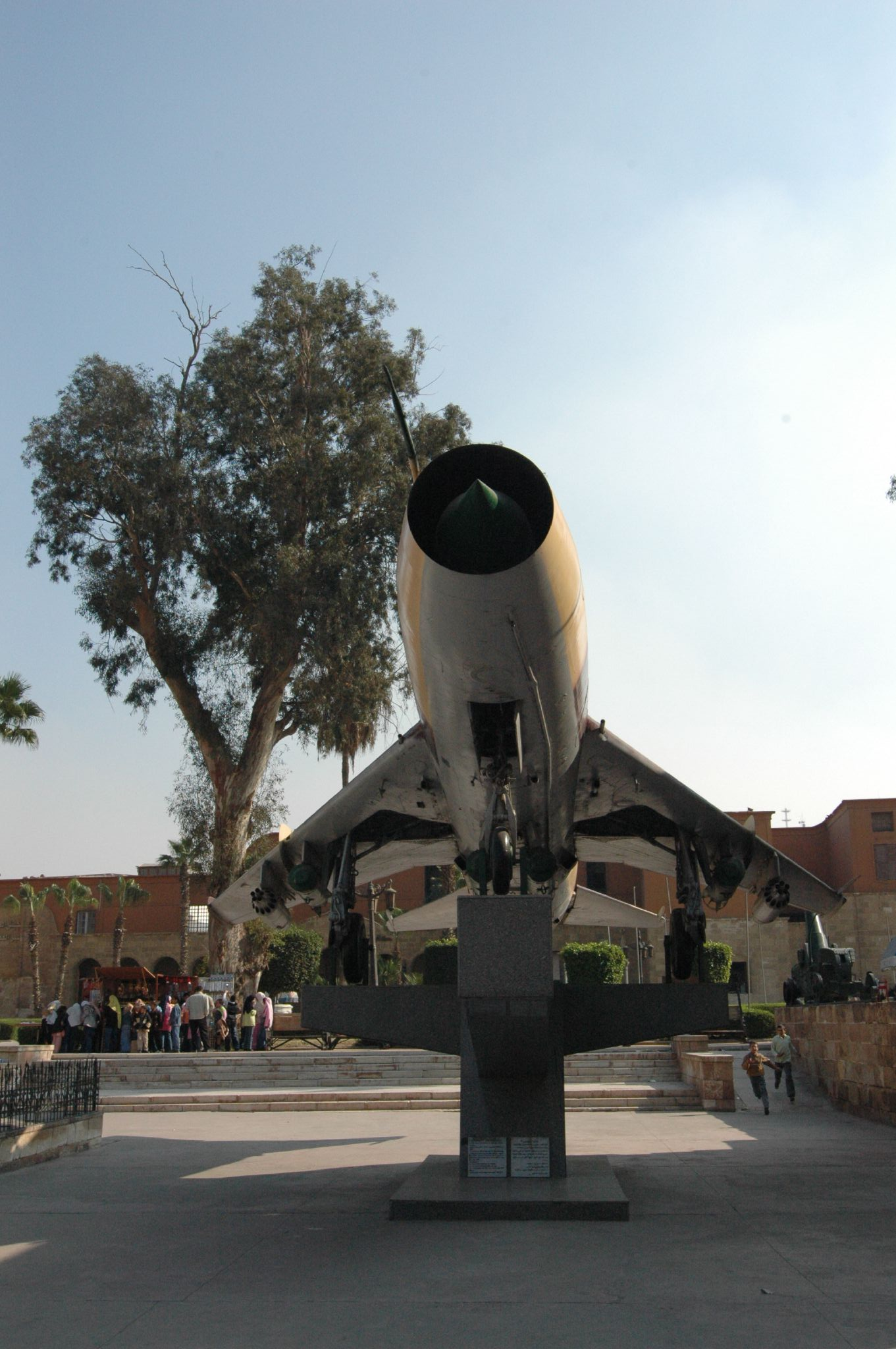
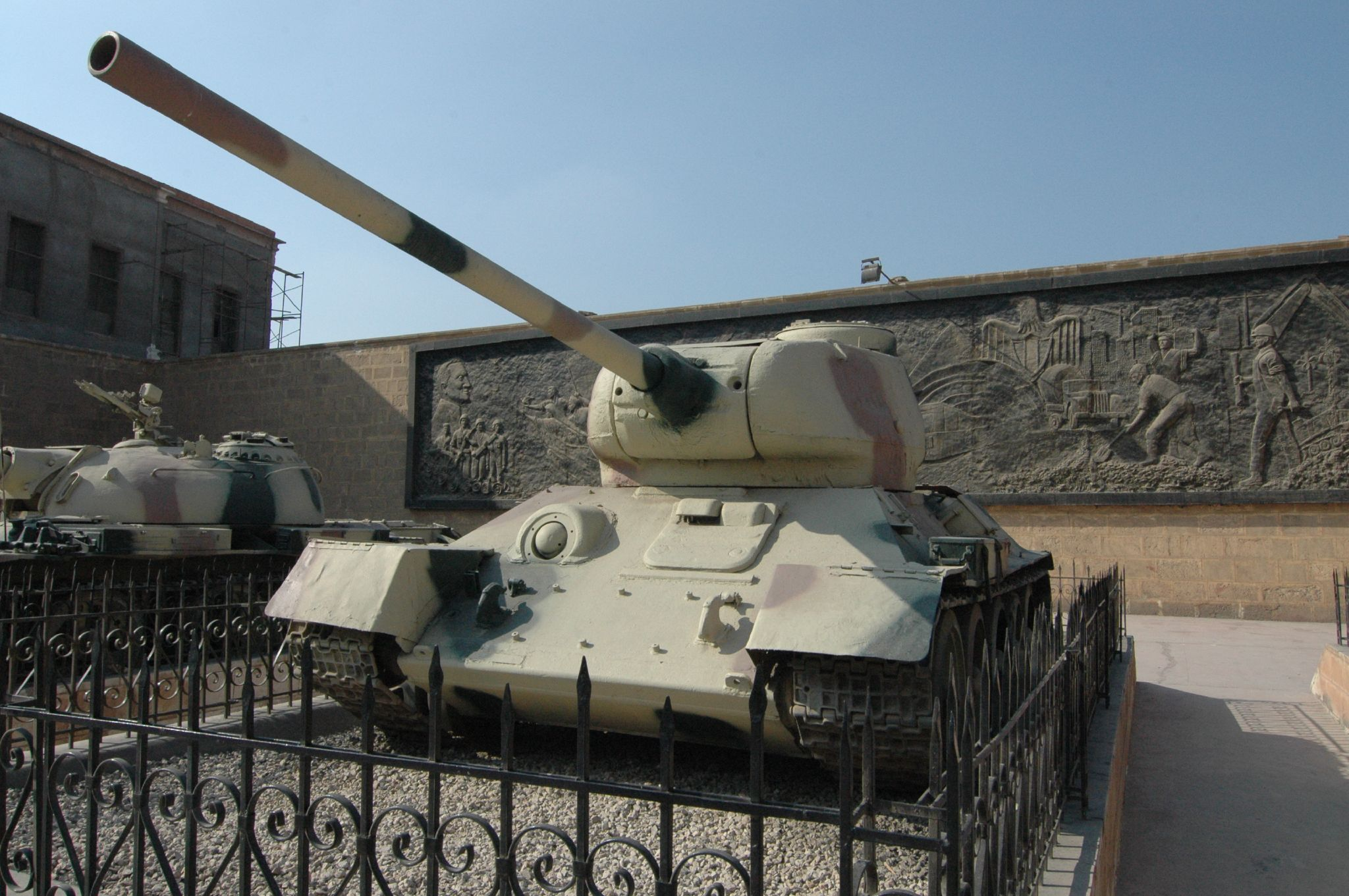
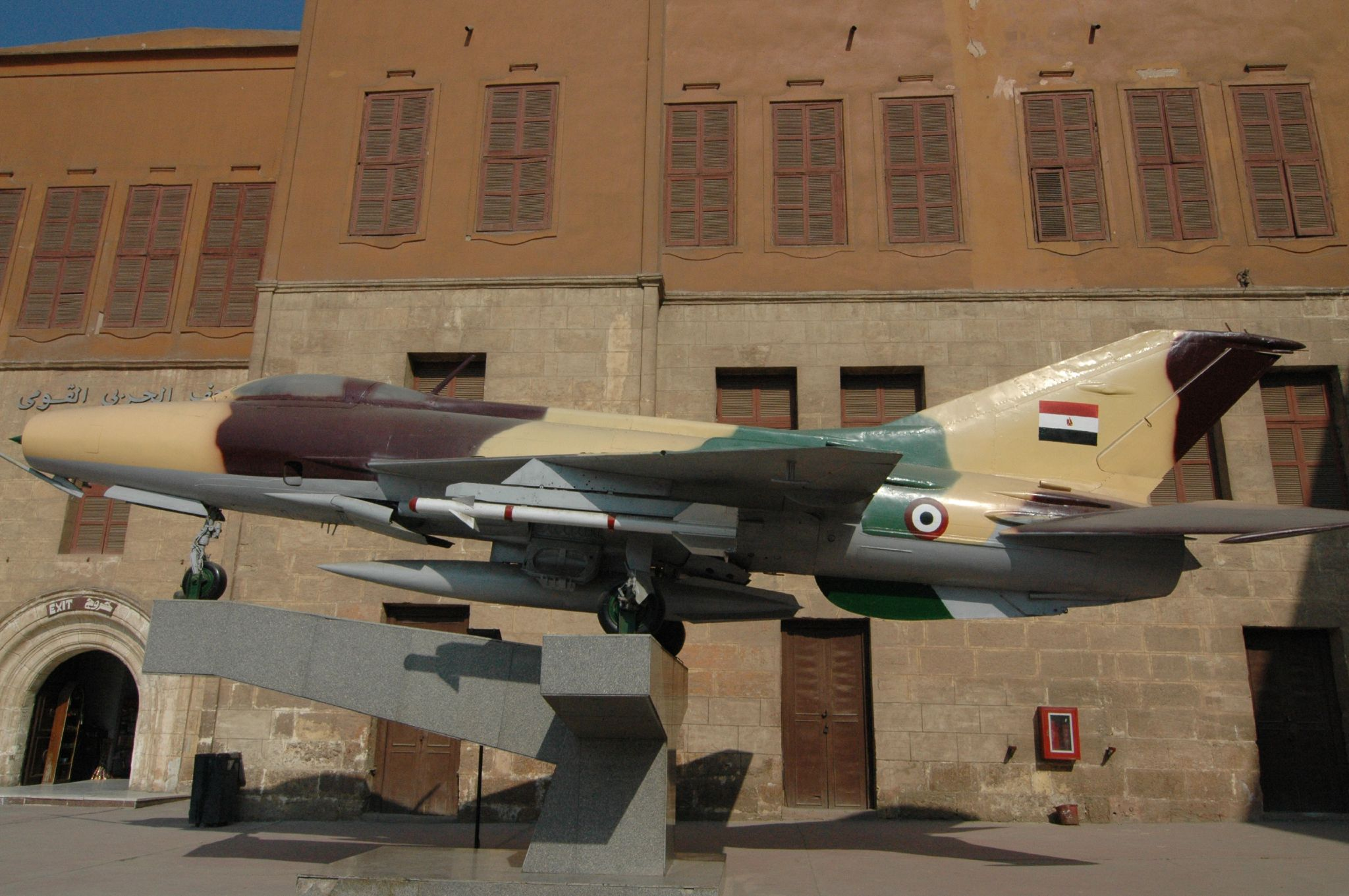
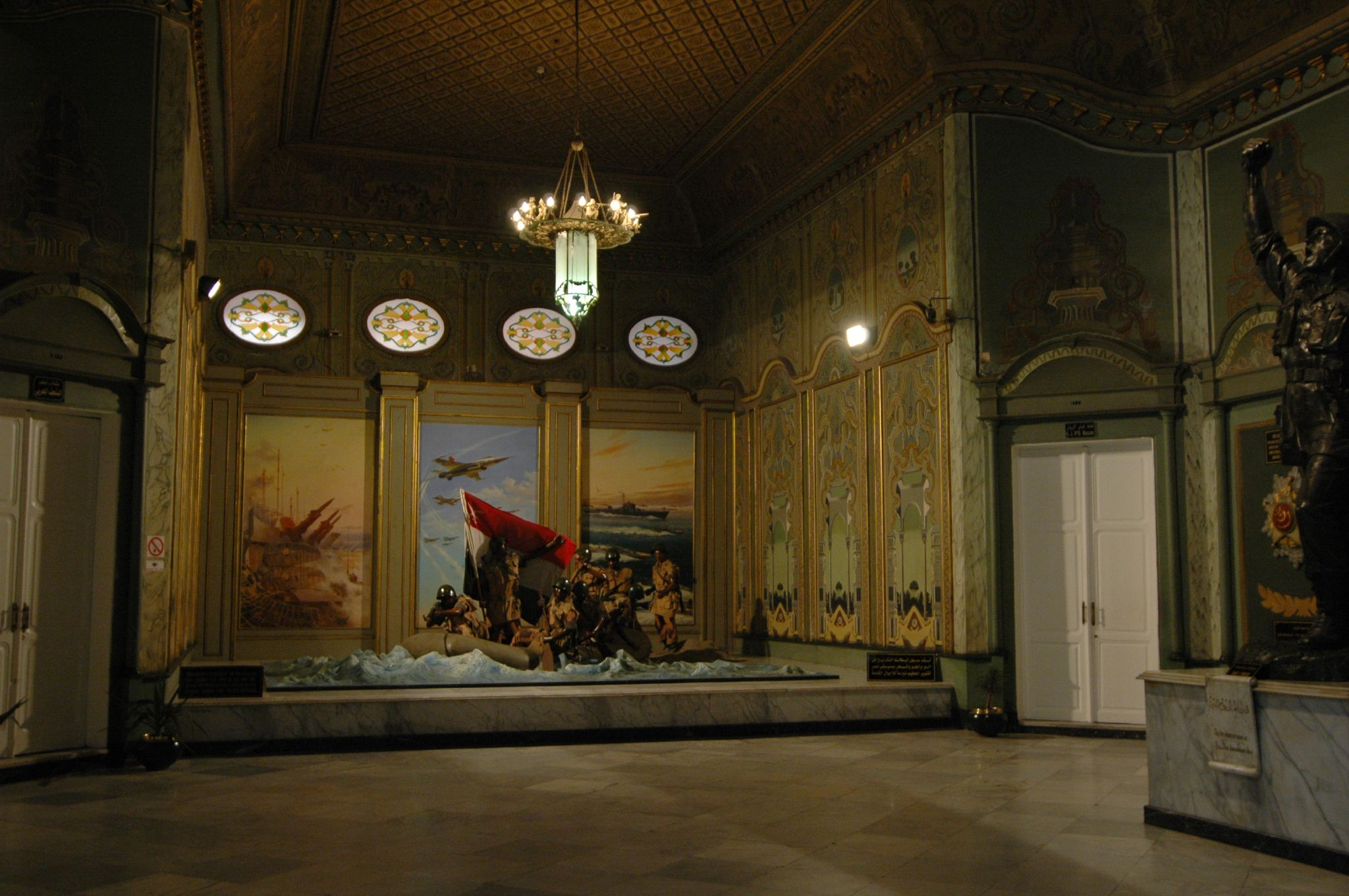
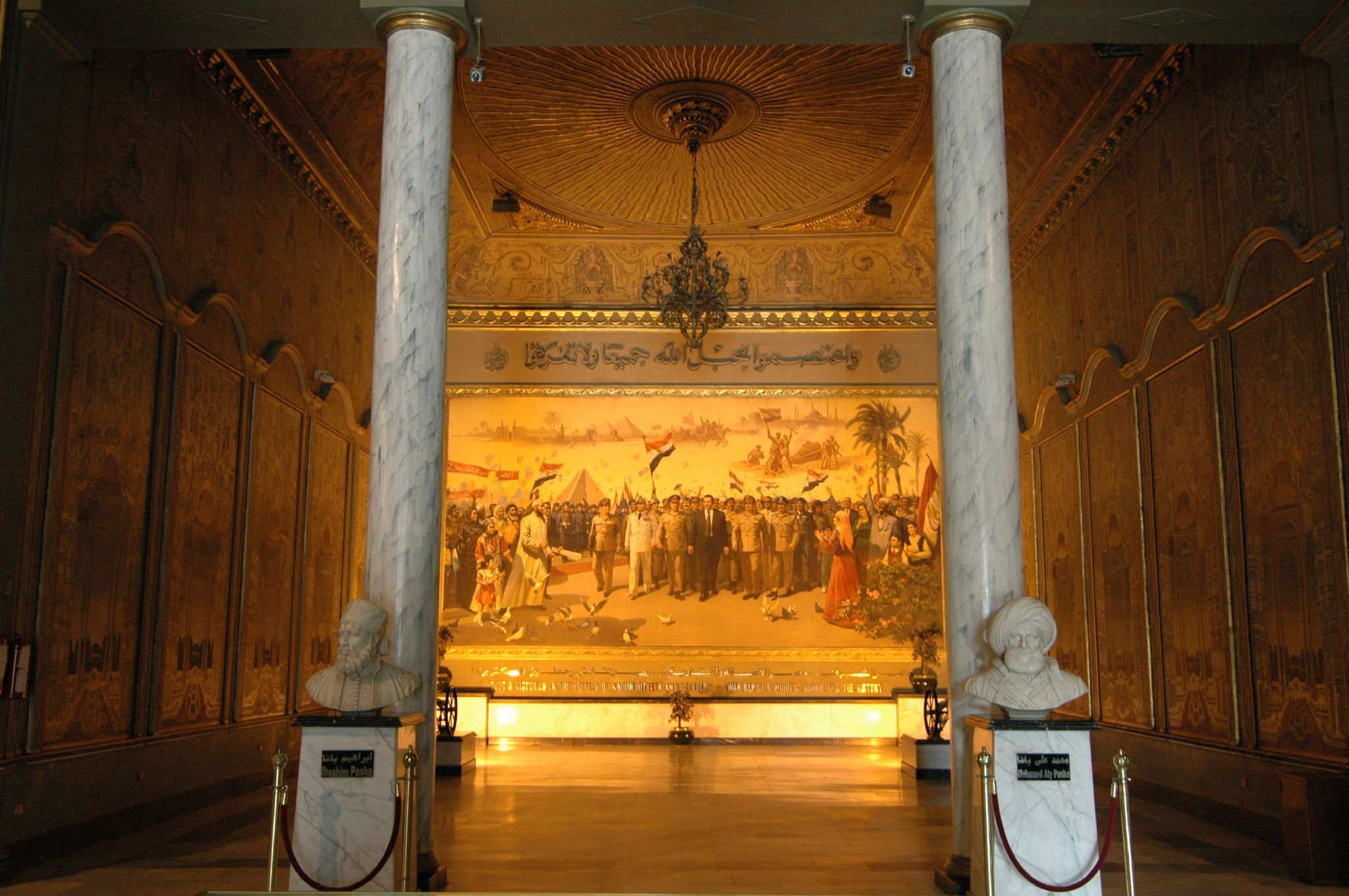
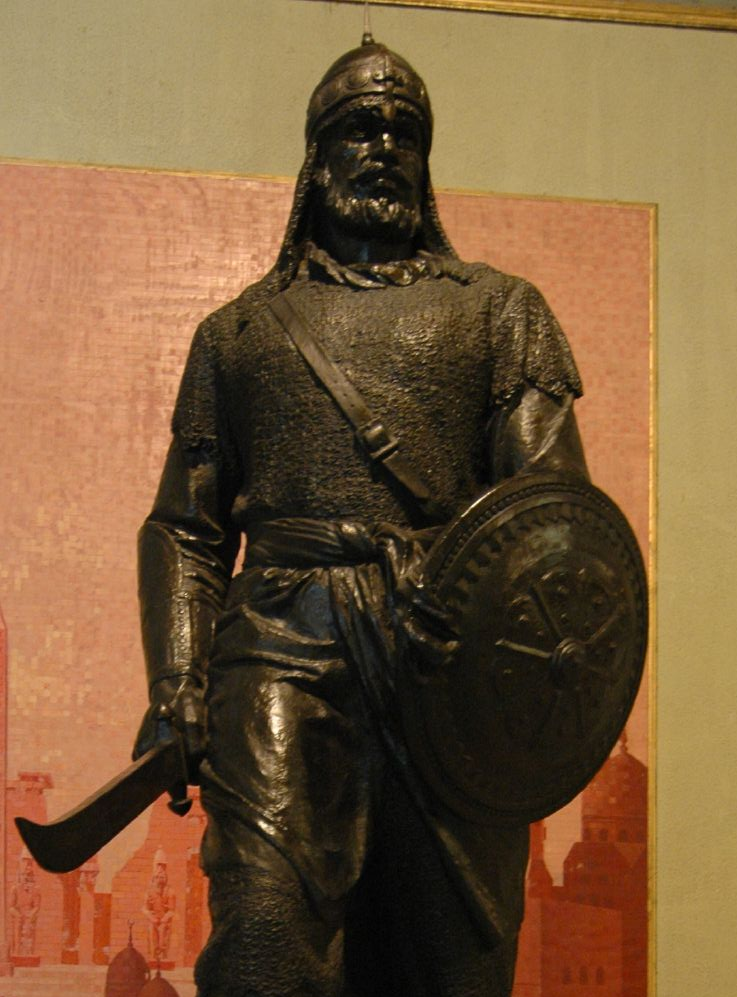
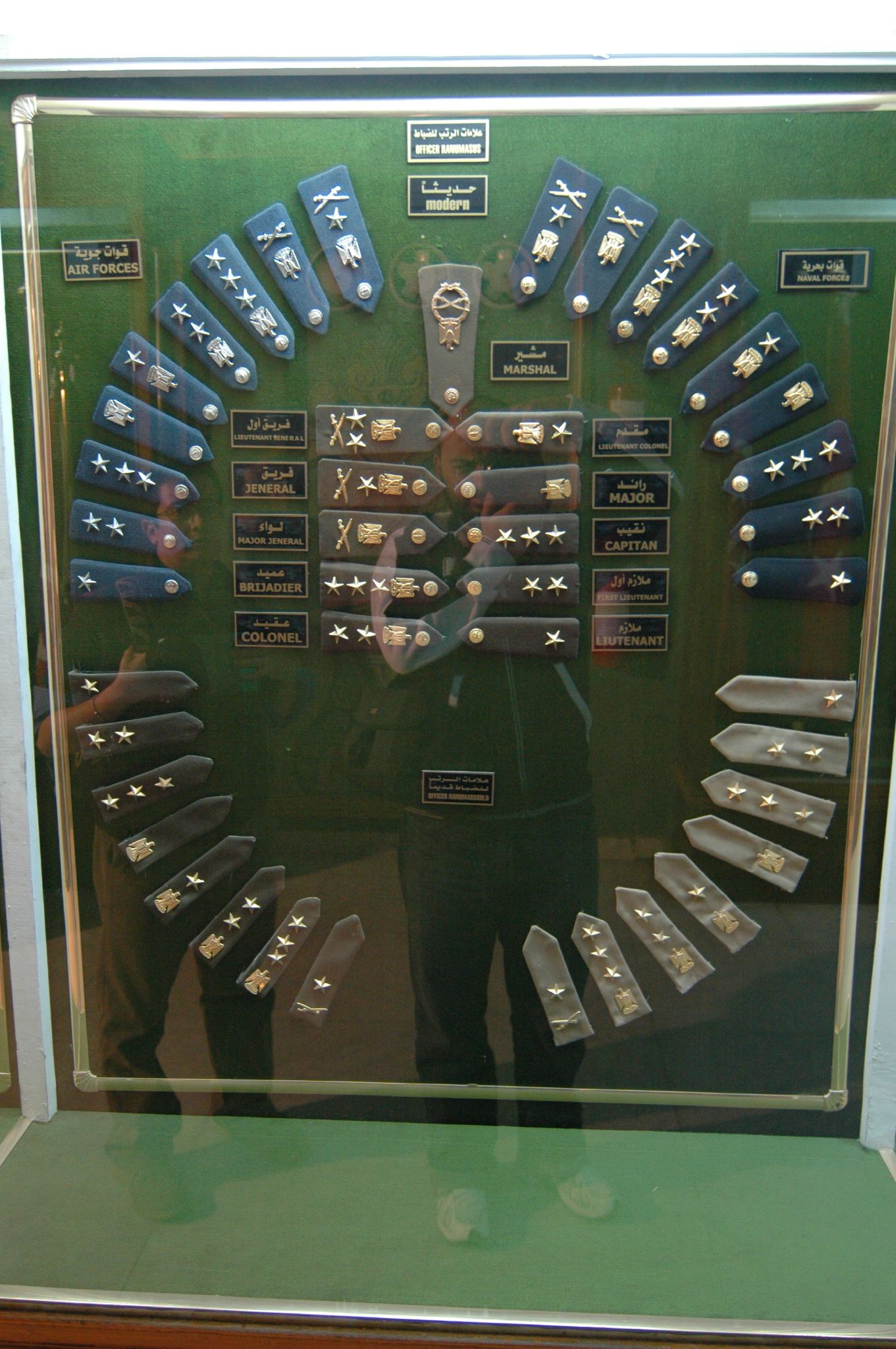
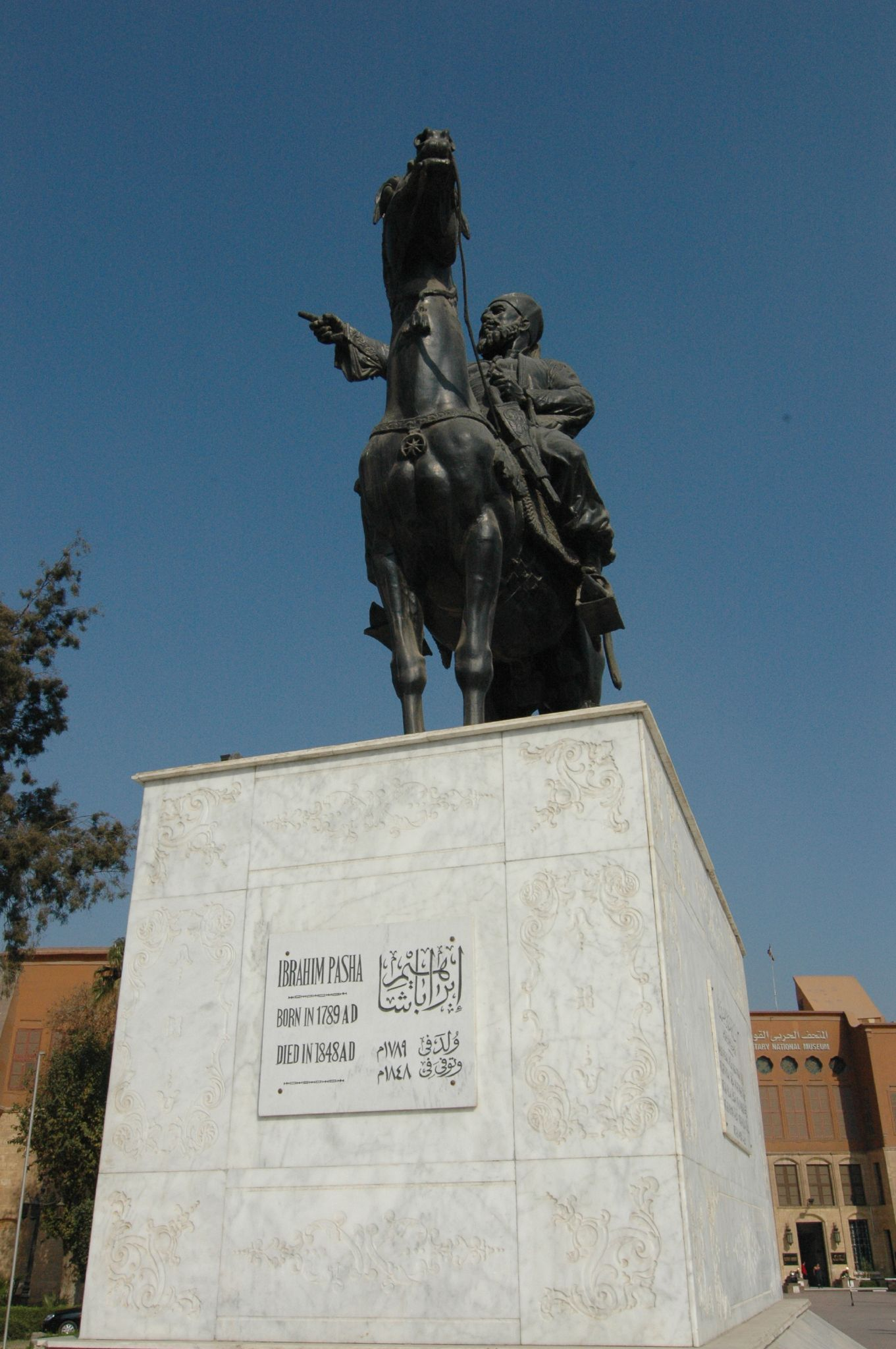
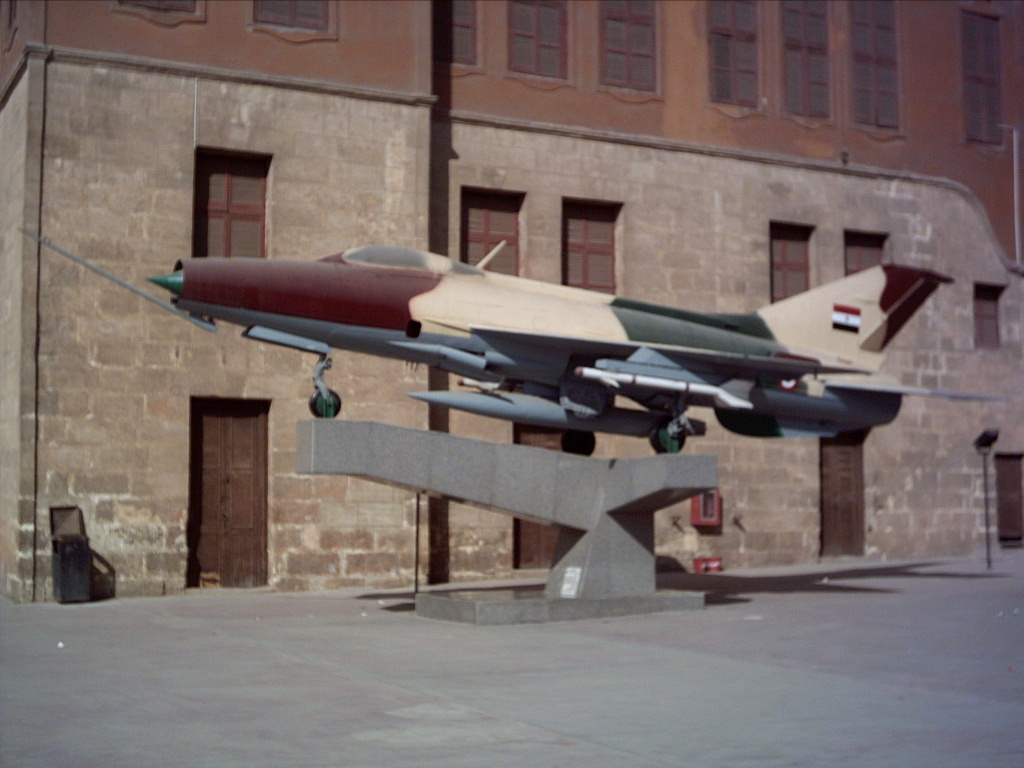
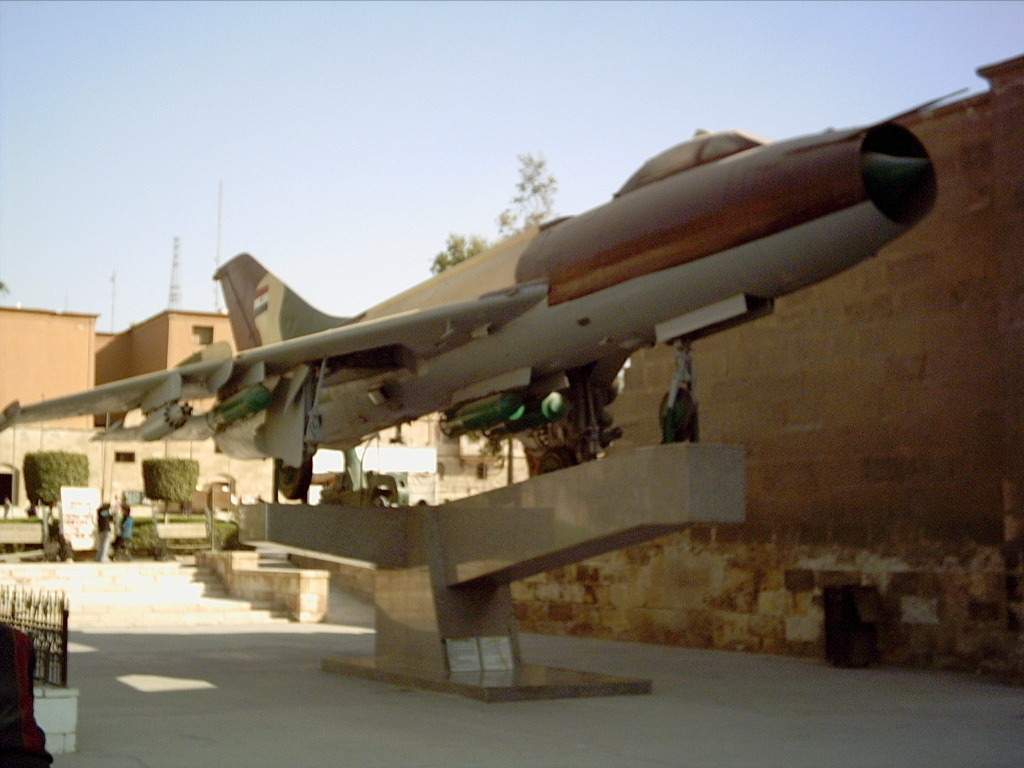
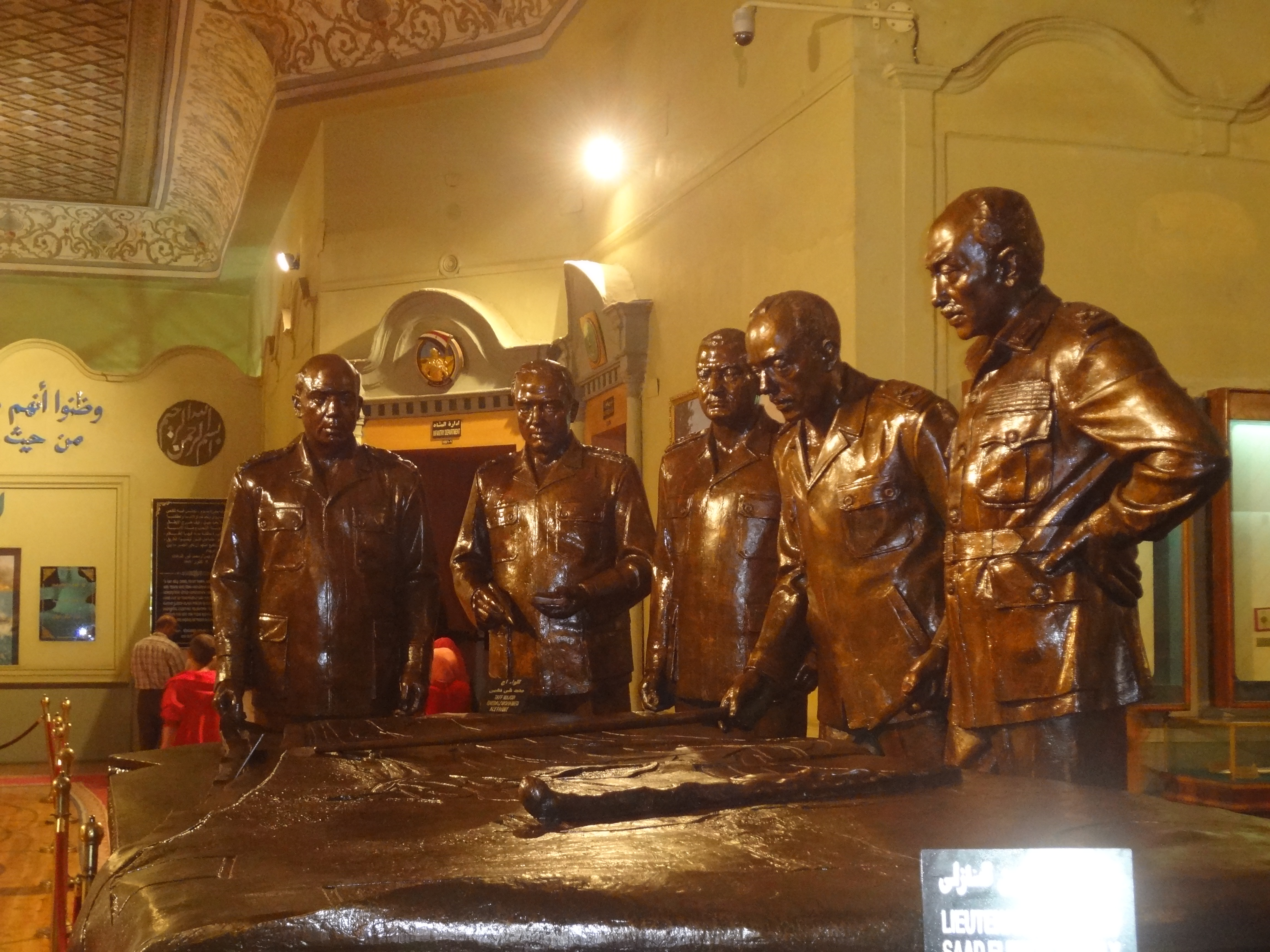
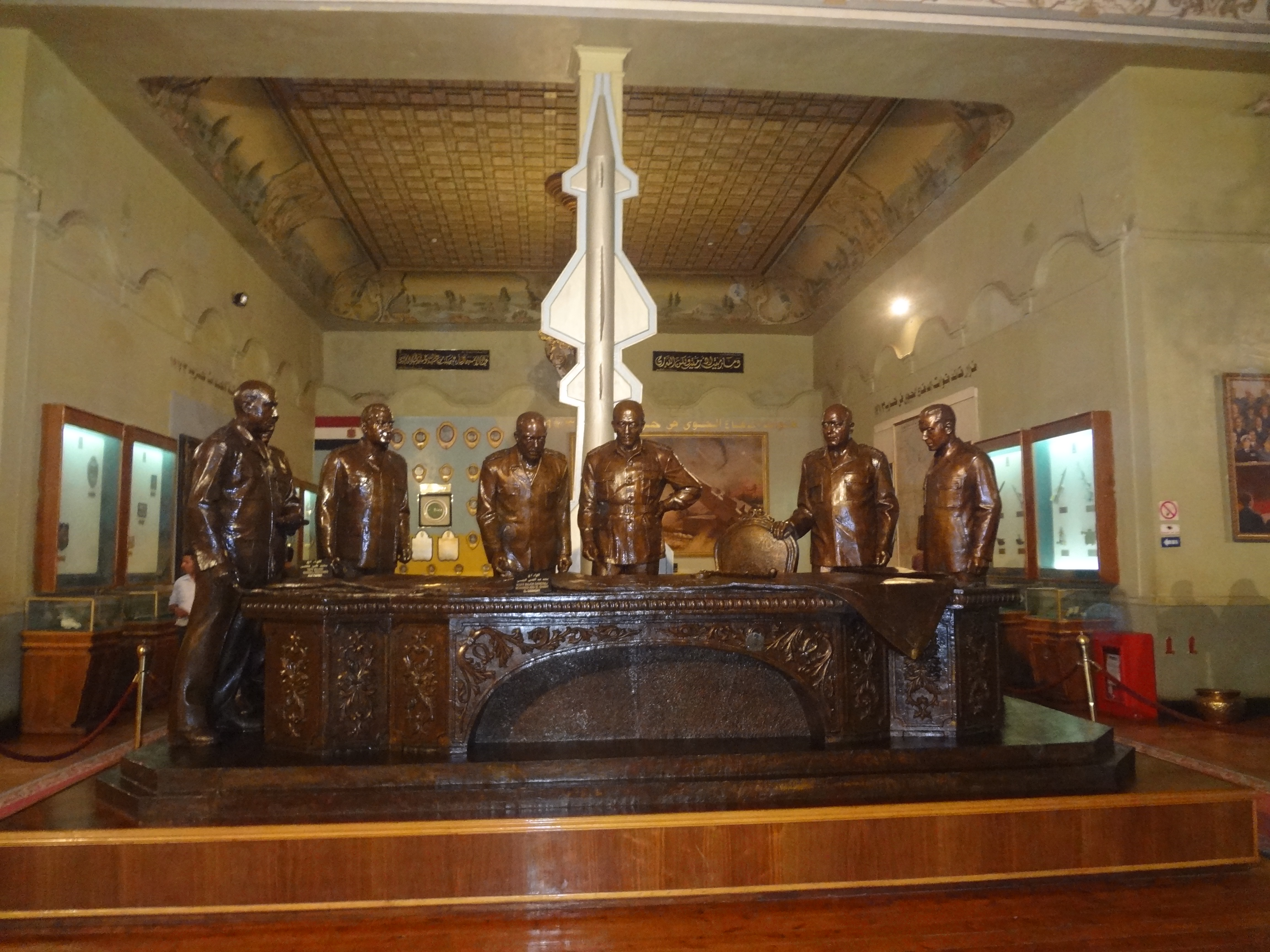